# Новопокровка (Чугуївський район)
Новопокровка (при заснуванні — Нова Покровка) — селище в Україні, у Новопокровській селищній громаді Чугуївського району Харківської області. 

## Географічне розташування
Селище знаходиться на лівому березі річки Уда, вище за течією примикає до селища Введенка, нижче за течією примикають села Поди і Василів Хутір, на протилежному березі — село Стара Покровка та селище Есхар. Річка в цьому місці звивиста, утворює лимани й озера, у тому числі озера Подовське, Таранове, Біле (на деяких картах Белге).
Через село проходить залізниця, на якій у Новопокровці знаходяться станції — пасажирська Покровка і пасажирська і вантажна Есхар (станція Есхар знаходиться не в Есхарі, а за 10 км від нього).

## Назва
Селище названо так на відміну від Старої Покровки (спочатку просто Покровки), розташованої на протилежному, високому правому березі річки Уда, оскільки Стара Покровка існувала до моменту заснування Нової вже 170 років, з 1648 по 1818 рік.
У деяких документах селище продовжують називати Нова Покровка. На території України є 11 населених пунктів з назвою Новопокровка.

## Історичні відомості
Археологічними розкопками знайдено 6 археологічних шарів різних культурних етапів, що тільки мають ще два поселення у Харківській області.
Новопокровка заснована в 1818 році.
За даними на 1864 рік у казеному селі Чугуївської волості Зміївського повіту, мешкало 1 251 осіб (663 чоловічої статі та 588 — жіночої), налічувалось 238 дворових господарств, існувала православна церква.
Станом на 1914 рік кількість мешканців села зросла до 2 555 осіб.
У травні 1920 року село брало участь у повстанні проти мобілізації до Червоної армії.
12 червня 2020 року, відповідно до Розпорядження Кабінету Міністрів України № 725-р «Про визначення адміністративних центрів та затвердження територій територіальних громад Харківської області», увійшло до складу Новопокровської селищної громади.
17 липня 2020 року, в результаті адміністративно-територіальної реформи та ліквідації колишнього Чугуївського району, увійшло до складу укрупненого Чугуївського району Харківської області.

## Населення

### Мова
Розподіл населення за рідною мовою за даними перепису 2001 року:
| Мова            | Кількість | Відсоток |
| --------------- | --------- | -------- |
| російська       | 4647      | 92.44%   |
| українська      | 377       | 7.52%    |
| інші/не вказали | 2         | 0.04%    |
| Усього          | 5027      | 100%     |

## Економіка
- Жителі масово займаються тепличними господарствами.
- ДП «Новопокровський комбінат хлібопродуктів».
- Станкоремонтний завод, ТОВ.
- Завод ЗБВ «Новопокровський» ЗАТ.
- Безліч кафеб торгових закладів
- Автосервіс
- ПП «Промінь»
- Виготовлення напоїв фірми «Себек»

## Об'єкти соціальної сфери
- Школа.
- Клуб.
- Фельдшерсько-акушерський пункт.
- Дитячий садок

## Пам'ятки
- Братська могила радянських воїнів. Поховано 149 воїнів.
- Православний храм. Побудований в часи СРСР у 1984 році.

## Транспорт
Сполучення — автобусне з містами Чугуїв та Харків.
Залізнична станція Есхар знаходиться не в Есхарі, а за 10 км від нього, причому на протилежному (лівому) березі річки Уда. Зараз станція і селище Есхар мають пряме сполучення між собою через Старопокровський автомобільний міст через Уду і потім пряму ґрунтову дорогу через Стару Покровку.

## Персоналії
Маслов Андрій Вікторович (1987-2018) — молодший сержант, командир протидиверсійної групи 24 ОМБр.Професійно займався футболом, з 2003 по 2009 провів понад 70 матчів за клуби «Харків-2», «Металург-2» (Донецьк), «Гірник-Спорт», «Олком». Загинув у свій день народження близько 5:00 в боєзіткненні з ворожою ДРГ на околиці смт Південне (присілок Чигирі) неподалік окупованої Горлівки.
Шевченко Сергій Павлович (1974-2017) — проходив службу у званні солдата на посаді гранатометника у 58-й окремій мотопіхотній бригаді. Загинув 23 листопада 2017 року під час бойового зіткнення в районі Бахмутської траси по лінії села Кримське.